# سباق السلمون

نصب دب أشيب كمينًا لسلمون قفز خلال سباق السلمون السنوي.

يعد سباق السلمون حدثًا سنويًا لهجرة الأسماك حيث تسبح العديد من أنواع السلمون ، التي تفقس عادةً في المياه العذبة وتعيش معظم حياة البالغين في اتجاه مجرى النهر ، في اتجاه مجرى النهر إلى الروافد العليا للأنهار لتتكاثر على أحواض الحصى من الجداول الصغيرة. بعد التفريخ ، تموت جميع أنواع سلمون المحيط الهادئ ومعظم السلمون الأطلسي ، وتبدأ دورة حياة السلمون من جديد مع الجيل الجديد من صغار السلمون.
سمك السلمون شاذ ، يقضي صغارهم في الأنهار أو البحيرات ، ثم يهاجرون إلى البحر حيث يقضون حياة البالغين ويكتسبون معظم كتلة أجسامهم. عندما يصلون إلى مرحلة النضج الجنسي ، يعود الكبار إلى أنهار المنبع للتكاثر. عادة ما يعودون بدقة خارقة إلى نهر الولادة حيث ولدوا ، وحتى إلى الأرض التي ولدت فيها. يُعتقد أنهم ، عندما يكونون في المحيط ، يستخدمون الاستقبال المغناطيسي لتحديد الموقع العام لنهرهم الطبيعي ، وبمجرد أن يكونوا قريبين من النهر ، يستخدمون حاسة الشم عند مدخل النهر وحتى عند ولادتهم. تفريخ الأرض.
في أمريكا الشمالية الغربية ، يعتبر سمك السلمون من الأنواع الأساسية ، مما يعني أن التأثير البيئي الذي تحدثه على الحياة البرية الأخرى أكبر مما هو متوقع فيما يتعلق بكتلتها الحيوية. تهاجر معظم أنواع السلمون خلال الخريف (سبتمبر حتى نوفمبر) ، والذي يتزامن مع أنشطة ما قبل الشتاء للعديد من الحيوانات في فترة السبات. يمكن أن يكون سباق السلمون السنوي حدثًا رئيسيًا للتغذية للحيوانات المفترسة مثل الدببة الرمادية والنسور الصلعاء ، بالإضافة إلى فترة نافذة مهمة للصيادين الرياضيين. كما أن موت السلمون بعد التفريخ له عواقب بيئية مهمة ، لأن العناصر الغذائية الهامة في جيفه ، الغنية بالنيتروجين والكبريت والكربون والفوسفور ، يتم نقلها من المحيط وإطلاقها إلى النظم البيئية المائية الداخلية ، والحيوانات الأرضية (مثل الدببة) والأراضي الرطبة والغابات على ضفاف الأنهار. هذا له آثار غير مباشرة ليس فقط على الجيل القادم من السلمون ، ولكن على كل أنواع الحياة البرية التي تعيش في مناطق النهر التي يصل إليها السلمون. يمكن أيضًا غسل المغذيات في اتجاه مجرى النهر إلى مصبات الأنهار حيث تتراكم وتوفر دعمًا كبيرًا للافقاريات والطيور المائية التي تتكاثر في مصبات الأنهار.

## التبويض
يستخدم مصطلح نفوق ما قبل التبويض للإشارة إلى الأسماك التي تصل بنجاح إلى مناطق التفريخ ، ثم تموت دون تفريخ. معدل وفيات ما قبل التبويض متغير بشكل مدهش ، حيث لاحظت إحدى الدراسات معدلات تتراوح بين 3% و 90%. العوامل التي تساهم في هذه الوفيات تشمل ارتفاع درجات الحرارة ، ارتفاع معدلات تصريف الأنهار ، والطفيليات والأمراض. ومع ذلك ، "في الوقت الحالي لا توجد مؤشرات موثوقة للتنبؤ بما إذا كان الفرد الذي يصل إلى منطقة التفريخ سيبقى في الواقع ليُفرخ."
ويطلق على بيض أنثى السلمون اسم بيضها. لوضع بطارخها ، تبني أنثى السلمون عشًا للتفريخ ، يُدعى الأحمر ، في بندقية مع الحصى كقيعان لها. البندقية عبارة عن طول ضحل نسبيًا للتيار حيث يكون الماء مضطربًا ويتدفق بشكل أسرع. تقوم ببناء المنطقة الحمراء باستخدام ذيلها (الزعنفة الذيلية) لإنشاء منطقة ضغط منخفض ، ورفع الحصى ليتم جرفه في اتجاه مجرى النهر ، وحفر منخفض ضحل. قد يحتوي اللون الأحمر على ما يصل إلى 5000 بيضة ، كل منها بحجم حبة البازلاء ، وتغطي 30 قدم مربع (2.8 م2). يتراوح البيض عادة من البرتقالي إلى الأحمر. سيقترب ذكر واحد أو أكثر من الأنثى في لونها الأحمر ، ويضع السائل المنوي ، أو يذوب ، على بيضها. تقوم الأنثى بعد ذلك بتغطية البيض عن طريق إزعاج الحصى عند حافة المنبع من المنخفض قبل الانتقال لصنع لون أحمر آخر. ستصنع الأنثى ما يصل إلى سبعة أنواع حمراء قبل نفاد مخزونها من البيض.
يتطور ذكر سمك السلمون الوردي وبعض سمك السلمون الأحمر إلى حدب واضحة قبل أن يفرخ. قد تكون هذه الحدبات قد تطورت لأنها تمنح مزايا الأنواع. يقلل الحدب من احتمال تبيض السلمون في المياه الضحلة على أطراف مجرى النهر ، والتي تميل إلى الجفاف أثناء تدفقات المياه المنخفضة أو التجمد في الشتاء. علاوة على ذلك ، يمكن أن تحتوي البنادق على العديد من أسماك السلمون التي تفرخ في وقت واحد ، كما في الصورة على اليمين. تزداد احتمالية اصطياد الحيوانات المفترسة ، مثل الدببة ، بالذكور الأكثر بروزًا من الحدب ، مع ظهور حدباتهم فوق سطح الماء. قد يوفر هذا عازلًا وقائيًا للإناث.
يدافع ذكر السلمون المهيمن عن حمره بالاندفاع ومطاردة المتسللين. يقومون بتلويحهم وعضهم بأسنان تشبه الكلاب التي طوروها من أجل حدث التفريخ. تُستخدم الكيب للتثبيت حول قاعدة الذيل للخصم.

## التدهور

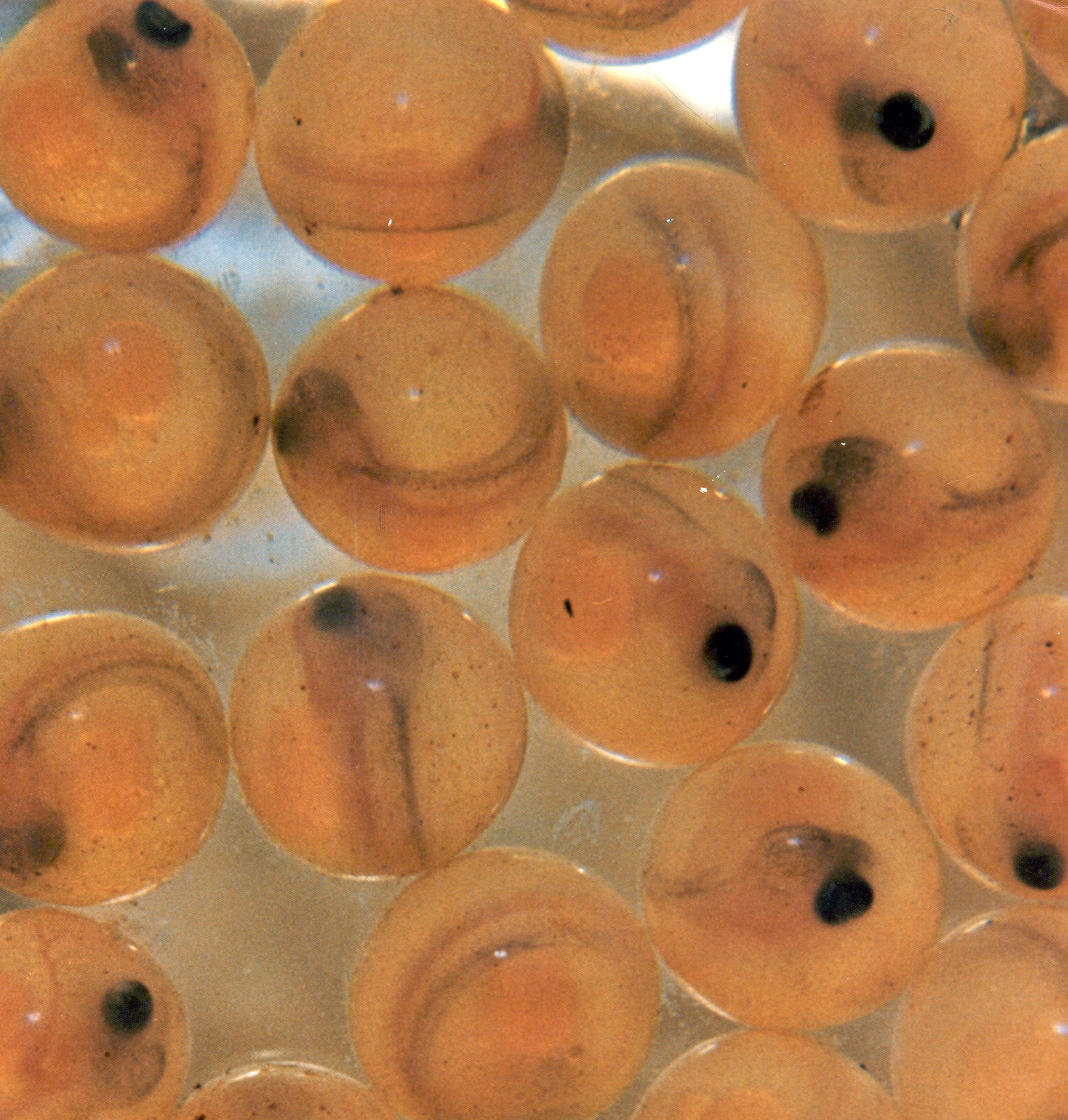
بُيُوض سلمونٍ أطلسيّ

تتدهور الحالة المادية للسلمون كلما طالت مدة بقائه في المياه العذبة. بمجرد أن يفرخ السلمون ، يتدهور معظمه بسرعة (ويعرف أيضًا باسم "تكاثر") ويموت قريبًا. لا يزال بعض سمك السلمون المتدهور على قيد الحياة ، لكن أجسادهم بدأت بالفعل في عملية التعفن ، ويطلق على هذا السلمون المتدهور أحيانًا اسم "أسماك الزومبي". ويرجع ذلك إلى أن أجسام المياه العذبة عند المنبع (خاصة الجداول) لا تحتوي عادةً على طعام كافٍ متاح لنظام غذائي سمك السلمون البالغ ، وقد استهلكت كميات كبيرة من الطاقة للسباحة فوق النهر ، وبالتالي استنفدت احتياطياتها الداخلية من العناصر الغذائية. ولدى تفريخ السلمون أيضًا شيخوخة مبرمجة "تتميز بتثبيط المناعة وتدهور الأعضاء" ، مما يجعلها أكثر عرضة للإصابة بالأمراض. تموت معظم أسماك الزومبي في غضون أيام من التزاوج ، لكن بعضها يمكن أن يستمر لمدة تصل إلى أسبوعين. وبمجرد أن يموت السلمون في النهر ، فإنه إما تنقبه حيوانات أخرى ، أو يتحلل ويطلق مغذيات غير عضوية للعوالق في النهر والنباتات النهرية في السهول الفيضية.
يعتبر سمك السلمون في المحيط الهادئ مثالًا كلاسيكيًا على حيوان شبه طاهر ، يتكاثر مرة واحدة فقط في حياته. يطلق على التماثل شبه المتكافئ أحيانًا تكاثر "الانفجار الكبير" ، نظرًا لأن حدث التكاثر الفردي للكائنات الحية شبه المتكافئة عادة ما يكون كبيرًا ومميتًا للبيض. إنها استراتيجية تطورية تركز جميع الموارد المتاحة على زيادة التكاثر إلى أقصى حد ، على حساب حياة الكائن الحي ، وهو أمر شائع بين الحشرات ولكنه نادر بين الفقاريات. تعيش جميع الأنواع الستة من سمك السلمون في المحيط الهادئ لسنوات عديدة في المحيط قبل السباحة في مجرى المياه العذبة عند ولادتها ، ثم التفريخ ، ثم الموت. يموت أيضًا معظم سمك السلمون الأطلسي بعد التزاوج ، ولكن حوالي 5 إلى 10% (معظمهم من الإناث) يعودون إلى المحيط حيث يمكنهم التعافي والتكاثر مرة أخرى في الموسم التالي.

## الأنواع الرئيسية
في شمال غرب المحيط الهادئ وألاسكا ، يعتبر السلمون من الأنواع الأساسية ، حيث يدعم الحياة البرية من الطيور إلى الدببة وثعالب الماء. تمثل أجسام السلمون عملية نقل للعناصر الغذائية من المحيط ، وهي غنية بالنيتروجين والكبريت والكربون والفوسفور ، إلى النظام البيئي للغابات.
تعمل الدببة الرمادية كمهندسين للنظام الإيكولوجي ، حيث تلتقط أسماك السلمون وتحملها إلى المناطق المشجرة المجاورة. هناك تودع البول والبراز الغني بالمغذيات والجثث المأكولة جزئيًا. تشير التقديرات إلى أن الدببة تترك ما يصل إلى نصف سمك السلمون الذي تحصده في قاع الغابة ، بكثافة يمكن أن تصل إلى 4000 كيلوغرام لكل هكتار ، وتوفر ما يصل إلى 24% من إجمالي النيتروجين المتاح غابات النهر. أوراق الشجر من أشجار التنوب يصل ارتفاعها إلى 500 متر (1600 قدم) من مجرى مائي حيث تم العثور على سمك السلمون الجريزليز يحتوي على النيتروجين الناشئ عن سمك السلمون الذي يتم اصطياده.

## الآفاق
يعتمد مستقبل السلمون في جميع أنحاء العالم على العديد من العوامل ، ومعظمها مدفوعة بأفعال الإنسان. من بين العوامل الدافعة الرئيسية (1) حصاد السلمون عن طريق الصيد التجاري والترفيهي وصيد الكفاف ، (2) التغييرات في مجاري الأنهار والقنوات النهرية ، بما في ذلك بناء السدود وتعديلات الممرات النهرية الأخرى ، (3) توليد الكهرباء ، والسيطرة على الفيضانات ، والري الذي توفره السدود ، (4) تغيير البشر في بيئات المياه العذبة ومصبات الأنهار والبيئات البحرية التي يستخدمها السلمون ، إلى جانب التغيرات المائية بسبب المناخ ونظم دوران المحيطات ، (5) سحب المياه من الأنهار والخزانات للأغراض الزراعية والبلدية ، أو لأغراض تجارية ، (6) تغيرات في المناخ ناجمة جزئيًا على الأقل عن الأنشطة البشرية ، (7) المنافسة من الأسماك غير المحلية ، (8) افتراس سمك السلمون بالثدييات البحرية والطيور وأنواع الأسماك الأخرى ، (9) الأمراض و الطفيليات ، بما في ذلك تلك الموجودة خارج المنطقة الأصلية ، و (10) تقليل تجديد المغذيات من سمك السلمون المتحلل.
في عام 2009 ، نصحت الإدارة الوطنية للمحيطات والغلاف الجوي (NOAA) بأن الجريان السطحي المستمر لثلاثة مبيدات حشرية مستخدمة على نطاق واسع تحتوي على سموم عصبية في أنهار أمريكا الشمالية سيعرض للخطر استمرار وجود السلمون في المحيط الهادئ المهددة بالانقراض. قد يشهد الاحتباس الحراري نهاية بعض أنواع السلمون بحلول نهاية القرن ، مثل أسماك السلمون من طراز شينوك في كاليفورنيا. يقول تقرير صادر عن الأمم المتحدة عام 2010 إن الزيادات في تحمض المحيطات تعني أن المحار مثل جناحيات الأرجل ، وهو عنصر مهم في النظام الغذائي لسمك السلمون في المحيط ، يجد صعوبة في بناء أصدافه من الأراجونيت. هناك مخاوف من أن هذا أيضًا قد يعرض للخطر أسماك السلمون في المستقبل.